# Liolaemus fitzingerii
Liolaemus fitzingerii este o specie de șopârle din genul Liolaemus, familia Tropiduridae, descrisă de Auguste Henri André Duméril și Bibron 1837. A fost clasificată de IUCN ca specie cu risc scăzut. Conform Catalogue of Life specia Liolaemus fitzingerii nu are subspecii cunoscute.